# KNYKK Középnyugat-magyarországi Közlekedési Központ
A KNYKK Középnyugat-magyarországi Közlekedési Központ Zrt. (röviden KNYKK Zrt.) Fejér megye és Komárom-Esztergom megye autóbusz-közlekedését látta el 2015. január 1-jétől 2019. szeptember 30-ig, az egykori Alba Volán és Vértes Volán jogutódjaként. Autóbusz-állomásai Dunaújvárosban, Esztergomban, Kisbéren, Komáromban, Móron, Székesfehérváron, Tatán és Tatabányán, járműjavítói pedig Dorogon, Dunaújvárosban, Móron, Oroszlányon, Székesfehérváron és Tatabányán voltak megtalálhatóak.

## Története
A kormány 2012-ben döntött a 24 Volán-társaság régiós közlekedési vállalatokba szervezéséről a szolgáltatás színvonalának emelése érdekében. Ennek előkészítésére 2012. november 19-én létrehoztak hat új közlekedési vállalatot, köztük a Középnyugat-magyarországi Közlekedési Központot is. Ezek a vállalatok kezdetben nem végeztek személyszállítást, hanem azt 2014. december 31-ig a leánytársaságokká alakított Volán-társaságok folytatták, a KNYKK esetében az Alba és a Vértes Volán. A Volán vállalatok 2015. január 1-jén olvadtak be anyavállalatukba, ezzel együtt a közlekedési központok átvették a Volánok korábbi feladatait is.
2019-ben ismét döntés született az állami közlekedési vállalatok átszervezéséről: június 20-án aláírták a hat közlekedési központ beleolvasztását a Volánbuszba, ezzel egy állami közlekedési cég maradna. Az összeolvadást 2019. október 1-jével valósították meg felkészülve a 2017. év végéről 2020 végére módosított autóbuszos piacnyitásra.

## Járművek
A KNYKK Zrt. megközelítőleg 540 darab autóbuszt üzemeltetett.[forrás?]

## Helyi járatok
A KNYKK Zrt. Dunaújvárosban, Esztergomban, Komáromban, Móron, Oroszlányban, Székesfehérváron, és Tatán helyi járatokat közlekedtetett. Ezenfelül Tatabányán is közlekedtetett helyi járatokat egészen 2018-ig, ott azóta az önkormányzati tulajdonú T-Busz Tatabányai Közlekedési Kft. üzemelteti a helyi tömegközlekedést.